# Greg Adams (Eishockeyspieler, 1963)
Gregory Daren „Gus“ Adams (* 15. August 1963 in Nelson, British Columbia) ist ein ehemaliger kanadischer Eishockeyspieler und -scout, der während seiner aktiven Karriere zwischen 1980 und 2003 unter anderem 1137 Spiele für die New Jersey Devils, Vancouver Canucks, Dallas Stars, Phoenix Coyotes und Florida Panthers in der National Hockey League auf der Position des linken Flügelstürmers bestritten hat. Im Anschluss arbeitete er zwischen 2008 und 2009 als Scout für die Tampa Bay Lightning in der NHL.

## Karriere
Adams spielte während seiner Juniorenzeit zwischen 1980 und 1982 für die Kelowna Buckaroos in der British Columbia Hockey League. Im Anschluss entschied sich der Stürmer ein Studium an der Northern Arizona University zu verfolgen. In den beiden folgenden Jahren entwickelte sich Adams zu einem erfolgreichen Spieler des Eishockeyteams, das in der American Collegiate Hockey Association aktiv war. 
Durch seine Leistungen machte der ungedraftete Free Agent auch die Franchises der National Hockey League auf sich aufmerksam, die sich im Juni 1984 in Form der New Jersey Devils die Rechte an seiner Person sicherten. Gleich zu Beginn der Saison 1984/85 schaffte Adams den Sprung in den NHL-Kader, bestritt aber in seinem Rookiejahr auch einige Partien in der American Hockey League für das Farmteam Maine Mariners. Nachdem der Stürmer in seinem zweiten Jahr in der NHL noch 77 Punkte gesammelt hatte, ging seine Ausbeute in der Spielzeit 1986/87 um 30 Punkte zurück. Im Sommer 1987 wurde er daher gemeinsam mit Torwart Kirk McLean und einem Zweitrunden-Wahlrecht im NHL Entry Draft 1998 an die Vancouver Canucks abgegeben. Im Gegenzug kamen Patrik Sundström und die Zweit- und Viertrunden-Wahlrechte Vancouvers im selben Draft nach New Jersey.
An der kanadischen Westküste konnte Adams wieder an seine alten Leistungen anknüpfen und entwickelte sich in den folgenden acht Jahren zu einem unverzichtbaren Teil der Offensive der Canucks. In der Saison 1993/94 erreichte er mit dem Team das Finale um den Stanley Cup, das sie allerdings gegen die New York Rangers verloren. Im April 1995 trennte sich die Wege zwischen Klub und Spieler schließlich, als er mit Dan Kesa und einem Fünftrunden-Wahlrecht im NHL Entry Draft 1995 zu den Dallas Stars transferiert wurde. Die Canucks erhielten dafür Russ Courtnall. In der texanischen Metropole absolvierte Adams drei solide Spielzeiten und entschied sich im Sommer 1998 als Free Agent zu den Phoenix Coyotes zu wechseln. Nach zwei Jahren dort spielte er ein weiteres Jahr bei den Florida Panthers.
Nach einer einjährigen Pause im Anschluss an die Saison 2000/01 schloss er sich vor der Spielzeit 2002/03 den Frankfurt Lions aus der Deutschen Eishockey Liga an. Danach beendete er seine aktive Karriere. Lediglich in der Saison 2008/09 trat er nach seinem Karriereende als Scout für die Tampa Bay Lightning in Erscheinung.

### International
Für sein Heimatland nahm Adams an den Weltmeisterschaften 1986 in Moskau und 1990 in der Schweiz teil. Während er 1986 lediglich eine Partie bestritt, in der er auch ein Tor erzielte und als Turnierdritter die Bronzemedaille gewann, absolvierte er 1990 zehn Turnierspiele und verbuchte neun Scorerpunkte. Die Welttitelkämpfe schlossen die Kanadier auf dem vierten Platz ab.

## Erfolge und Auszeichnungen
- 1986 Bronzemedaille bei der Weltmeisterschaft
- 1988 Teilnahme am NHL All-Star Game

## Karrierestatistik

### International
Vertrat Kanada bei:
- Weltmeisterschaft 1986
- Weltmeisterschaft 1990

(Legende zur Spielerstatistik: Sp oder GP = absolvierte Spiele; T oder G = erzielte Tore; V oder A = erzielte Assists; Pkt oder Pts = erzielte Scorerpunkte; SM oder PIM = erhaltene Strafminuten; +/− = Plus/Minus-Bilanz; PP = erzielte Überzahltore; SH = erzielte Unterzahltore; GW = erzielte Siegtore; 1 Play-downs/Relegation; Kursiv: Statistik nicht vollständig)